# Partido Político Reformado
El Partido Político Reformado (en neerlandés: Staatkundig Gereformeerde Partij, SGP) es un partido político calvinista ortodoxo en los Países Bajos. El término reformado no es una referencia a la reforma política, sino que es sinónimo del calvinismo. 
El SGP es el partido político más antiguo de los Países Bajos en su forma actual, y durante toda su existencia ha estado en oposición. El partido, debido a sus ideales políticos ortodoxos y su papel tradicional en la oposición, ha sido considerado un partido testimonial.

## Ideología
El partido se ha opuesto tradicionalmente al sufragio universal, buscando reemplazar esto con una forma de "sufragio orgánico" (holandés: huismanskiesrecht, "sufragio del pater familias") restringido a los jefes de hogar varones. También aboga por el restablecimiento de la pena capital en los Países Bajos, que fue abolida por un voto de la Cámara de Representantes en 1870.

## Historia
El SGP fue fundado el 24 de abril de 1918 por varios miembros conservadores del Partido Antirrevolucionario que no apoyaban el sufragio femenino, que el ARP había hecho posible. Además, estaban en contra de la alianza que el ARP había formado con la Liga General de Caucuses Católicos Romanos. La figura principal en la fundación del partido fue el pastor de Yerseke, Gerrit Hendrik Kersten, quien imaginó a Holanda "sin cine, deportes, vacunación y seguridad social".
El partido participó en las elecciones generales de 1918, pero no pudo ganar ningún escaño. En las elecciones de 1922, el partido ingresó al Parlamento cuando Kersten ganó un escaño en la Cámara de Representantes. En este período, el SGP se hizo más conocido por proponer, durante el debate parlamentario anual sobre el presupuesto del Ministerio de Asuntos Exteriores, abolir la representación holandesa en la Santa Sede. Cada año, la Unión Histórica Cristiana Protestante (CHU) también votó a favor de esta moción. La CHU estaba en el gabinete con la Liga General Católica, pero muchos de sus miembros y simpatizantes aún tenían fuertes sentimientos contra la Iglesia católica. En 1925, la oposición de izquierda (la Liga Democrática por la Libertad de Pensamiento y el Partido Socialdemócrata de los Trabajadores) también votó a favor de la moción. Eran indiferentes a la representación en la Santa Sede, pero vieron el tema como una oportunidad para dividir el gabinete confesional. El gabinete se ocupó de este tema, en lo que se conoce como la Nacht van Kersten ("Noche de Kersten").
El partido ganó otro escaño en las elecciones de 1925 y un tercer escaño en las elecciones de 1929. Obtuvo tres escaños en las elecciones de 1933, pero perdió un escaño en las elecciones de 1937, en las que el ARP dirigido por el primer ministro Hendrikus Colijn se desempeñó particularmente bien. Durante la Segunda Guerra Mundial, Kersten cooperó con los ocupantes alemanes para permitir que su publicación, el Banier, se imprimiera. También condenó a la resistencia neerlandesa, diciendo que la invasión alemana había sido una retribución divina por profanar el Día del Señor. Después de la guerra, el partido fue acusado de colaboracionismo.
Kersten fue sucedido en 1945 por Pieter Zandt, bajo cuyo liderazgo el SGP fue muy estable, obteniendo continuamente el 2% de los votos. En las elecciones de 1956, el SGP se benefició de la ampliación del Parlamento y entró al Senado por primera vez. Perdió ese escaño en 1960, pero lo recuperó en 1971. En 1961, Zandt murió y fue sucedido por Cor van Dis sr., un químico. Después de diez años, se retiró a favor de la Reverenda Hette Abma, quien también renunció después de diez años, a favor de Henk van Rossum, un ingeniero civil. En las elecciones al Parlamento Europeo de 1984, el SGP se unió a los otros dos partidos protestantes ortodoxos (la Federación Política Reformatoria (RPF) y la Liga Política Reformada (GPV)). Ganaron un escaño en el Parlamento Europeo, que fue tomado por el miembro del SGP Leen van der Waal, un ingeniero mecánico. En 1986, Van Rossum fue sucedido por Bas van der Vlies, quien dirigió el partido hasta marzo de 2010, cuando Kees van der Staaij lo sucedió. En las elecciones de 1994, el partido perdió un escaño en la Cámara, lo recuperó en 1998 y lo volvió a perder en 2002. Después de las elecciones generales de 2003, la Llamada Demócrata Cristiana (CDA) y el Partido Popular por la Libertad y la Democracia (VVD) sostuvieron conversaciones con el SGP, siendo la primera vez que el SGP era considerado seriamente como un posible socio de coalición. Finalmente, los Demócratas 66 se unieron al segundo gabinete de Balkenende en lugar del SGP, principalmente debido a las diferencias ideológicas entre el VVD y el SGP.
El 7 de septiembre de 2005, el tribunal de distrito de La Haya juzgó que el partido ya no podía recibir subsidios del gobierno, porque a las mujeres no se les permitía ocupar puestos en el partido. Se descubrió que esto constituía una violación de la Convención sobre la Eliminación de Todas las Formas de Discriminación contra la Mujer de 1981 en la que los Países Bajos se comprometieron a luchar contra la discriminación. También fue una violación del primer artículo de la Constitución Neerlandesa, el principio de no discriminación. Sin embargo, el Consejo de Estado revocó la decisión, manteniendo que la filosofía política de un partido tiene prioridad, y que las mujeres tienen la oportunidad de unirse a otros partidos políticos donde pueden obtener un papel de liderazgo.
Las mujeres miembros de la Juventud del Partido Político Reformado (SGPJ), que permitió la membresía femenina, dijeron sin embargo que no se sentían discriminadas o reprimidas. Durante un congreso del partido el 24 de junio de 2006, el SGP levantó la prohibición de la membresía femenina. Los puestos políticos dentro y fuera del partido están abiertos a las mujeres. El 19 de marzo de 2014, la primera mujer delegada del SGP fue elegida para el consejo municipal de Vlissingen.
Desde las elecciones generales de 2021, ha ocupado 3 de los 150 escaños de la Cámara de Representantes de los Estados Generales.

## Resultados electorales
| Año  | Votos         | %    | Resultado | +/-         | Gobierno           |
| ---- | ------------- | ---- | --------- | ----------- | ------------------ |
| 1918 | 5.180 (#20)   | 0,39 | 0/100     |             | Extraparlamentario |
| 1922 | 26.744 (#10)  | 0,91 | 1/100     | 1           | Oposición          |
| 1925 | 62.513 (#7)   | 2,03 | 2/100     | 1           | Oposición          |
| 1929 | 76.709 (#7)   | 2,27 | 3/100     | 1           | Oposición          |
| 1933 | 93.273 (#8)   | 2,51 | 3/100     | Sin cambios | Oposición          |
| 1937 | 78.619 (#10)  | 1,94 | 2/98      | 1           | Oposición          |
| 1946 | 101.759 (#7)  | 2,14 | 2/100     | Sin cambios | Oposición          |
| 1948 | 116.937 (#7)  | 2,37 | 2/100     | Sin cambios | Oposición          |
| 1952 | 129.081 (#8)  | 2,42 | 2/100     | Sin cambios | Oposición          |
| 1956 | 129.515 (#7)  | 2,26 | 3/150     | 1           | Oposición          |
| 1959 | 129.678 (#7)  | 2,16 | 3/150     | Sin cambios | Oposición          |
| 1963 | 143.549 (#8)  | 2,29 | 3/150     | Sin cambios | Oposición          |
| 1967 | 138.119 (#10) | 2,01 | 3/150     | Sin cambios | Oposición          |
| 1971 | 148.221 (#9)  | 2,35 | 3/150     | Sin cambios | Oposición          |
| 1972 | 163.114 (#10) | 2,21 | 3/150     | Sin cambios | Oposición          |
| 1977 | 177.010 (#5)  | 2,13 | 3/150     | Sin cambios | Oposición          |
| 1981 | 171.324 (#7)  | 1,97 | 3/150     | Sin cambios | Oposición          |
| 1982 | 156.636 (#6)  | 1,9  | 3/150     | Sin cambios | Oposición          |
| 1986 | 159.740 (#5)  | 1,7  | 3/150     | Sin cambios | Oposición          |
| 1989 | 166.082 (#6)  | 1,9  | 3/150     | Sin cambios | Oposición          |
| 1994 | 155.251 (#9)  | 1,73 | 2/150     | 1           | Oposición          |
| 1998 | 153.583 (#8)  | 1,78 | 3/150     | 1           | Oposición          |
| 2002 | 163.562 (#9)  | 1,72 | 2/150     | 1           | Oposición          |
| 2003 | 150.305 (#9)  | 1,57 | 2/150     | Sin cambios | Oposición          |
| 2006 | 153.266 (#10) | 1,56 | 2/150     | Sin cambios | Oposición          |
| 2010 | 163.581 (#9)  | 1,74 | 2/150     | Sin cambios | Oposición          |
| 2012 | 196.780 (#9)  | 2,1  | 3/150     | 1           | Oposición          |
| 2017 | 218.950 (#11) | 2,1  | 3/150     | Sin cambios | Oposición          |
| 2021 | 215.249 (#13) | 2,07 | 3/150     | Sin cambios | Oposición          |
| 2023 | 217.270 (#12) | 2,08 | 3/150     | Sin cambios | Oposición          |